# یادوینگو
یادوینگو (به لاتین: Jadwiniew) یک روستا در لهستان است که در گمینا پوشوینتنه (استان ماسوویان) واقع شده‌است.
 یادوینگو  ۱۶۰ نفر جمعیت دارد.